# 수구레국밥
수구레국밥은 수구레를 넣고 끓인 국에 밥을 말아 먹는, 한국의 음식이다.

## 같이 보기
- 수구레